# Merle Greene Robertson

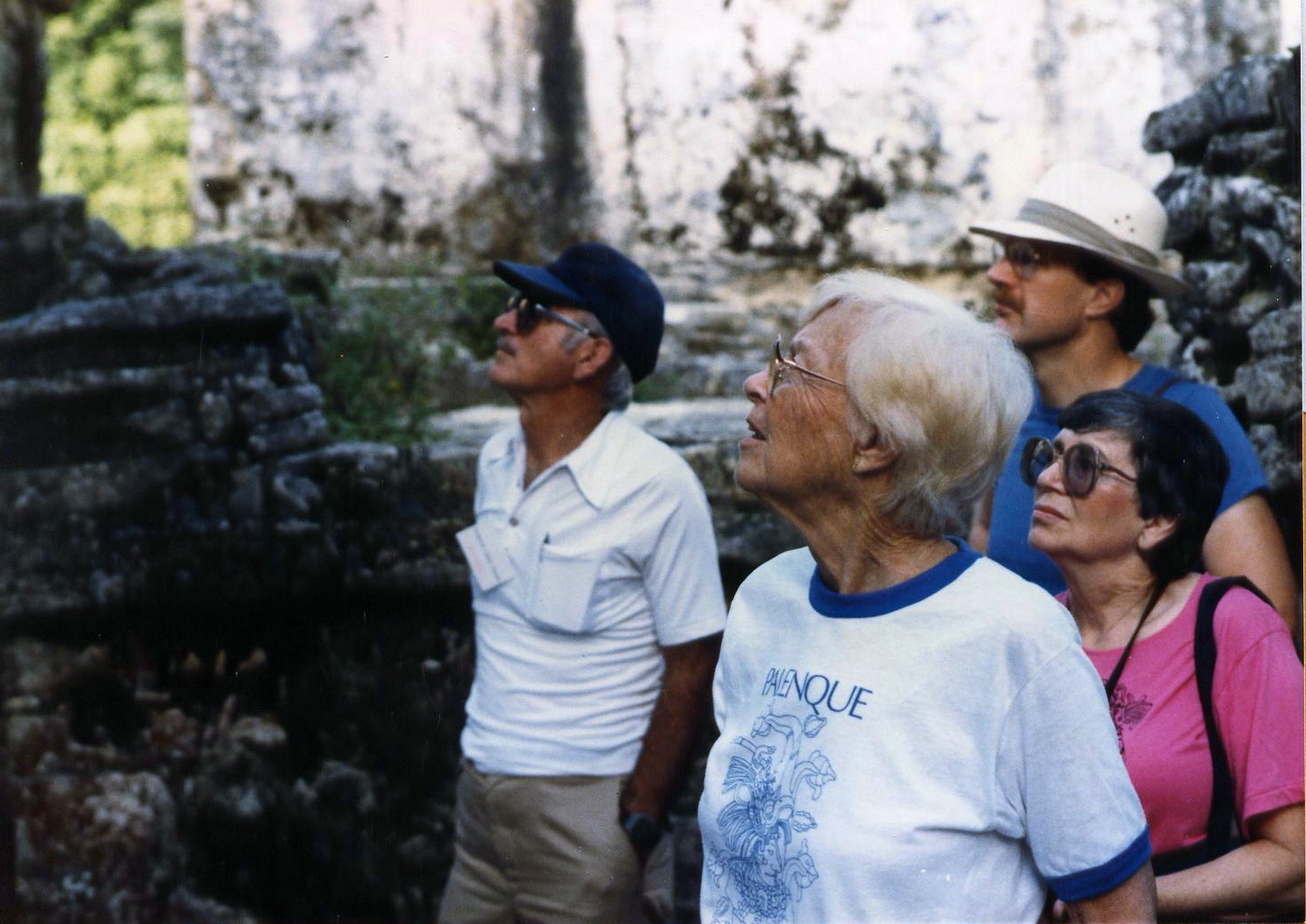
Merle Greene Robertson (al frente) en 1986 durante una Mesa Redonda en Palenque.

Merle Greene Robertson (Miles City, Montana, 30 de agosto de 1913 - San Francisco, 22 de abril de 2011) fue una historiadora, arqueóloga, grabadora, y mayista estadounidense. Conocida por sus trabajos de calca de la iconografía precolombina maya mesoamericana.

## Datos biográficos
Robertson nació en 1913 en el pequeño pueblo de Miles City, en el estado de Montana. Siendo niña se trasladó con su familia a Great Falls. Completó su educación formal en Seattle, estado de Washington.
Obtuvo más tarde una maestría en Arte (Fine Arts) en la Universidad de California.

## Contribución al estudio de los mayas
Su entrenamiento básico original fue como artista, grabadora (calca) y pintora. Robertson fue pionera en la utilización de la técnica de hacer grabados (calcas) de las inscripciones de las esculturas mayas. Ha realizado a lo largo de décadas de trabajo algunos miles de tales grabados. En muchos casos estas grabaciones han preservado las características iconográficas de los trabajos originales que se han deteriorado por el medio ambiente y algunas, inclusive, han desaparecido por obra de saqueadores. Robertson participó también en el diseño y organización de la ya muy conocida Mesa Redonda de Palenque que a lo largo del tiempo ha dado resultados importantes para el conocimiento y la investigación de la cultura maya, así como el desciframiento de su escritura.
Visitó y trabajó en el yacimiento arqueológico de Tikal, así como en diversos sitios del Petén guatemalteco, particularmente en la cuenca del río de la Pasión.
El año de 2004 Robertson recibió la Orden del Pop otorgada por el gobierno de Guatemala por medio del Museo Popol Vuh, como un reconocimiento a sus aportes para la preservación y la divulgación del patrimonio cultural guatemalteco y de la cultura maya.

Mis calcas se han exhibido en los museos más importantes de los Estados Unidos, habiendo sido la primera vez en 1965, en el Museo Lowie de Berkeley. Fueron John Graham y Albert Elsasser, director del Museo Lowie, quienes primero reconocieron el valor de registrar monumentos de esta manera. Luego, en 1966, el Museo Field de Chicago llevó a cabo una exhibición espectacular, con muchos posters, folletos, y artículos a color en los periódicos acerca de las calcas. En la entrada del museo había una fotografía gigantesca de la porción inferior de la Estela 1 de Bonampak conmigo al lado, evidenciando lo realmente enorme de la estela. En 1967, varios museos presentaron la exposición con las calcas. El Museo de Arte Primitivo de Nueva York, del cual era presidente y fundador el gobernador Nelson Rockefeller, tuvo la muestra, y a los dos nos entrevistaron para la TV en el Museo....
Cita tomada del escrito de Merle Greene, Jamás con temor, relato autobiográfico.

## Obra
Algunos de los libros en los que han aparecido las calcas de Merle Greene, son:
- 1967, Ancient Maya Relief Sculpture, con Sir Eric Thompson, The Museum of Primitive

Art, New York.
- 1972, Maya Sculpture of the Southern Lowlands, the Highlands, and the Pacific Piedmont,

con  Robert Rands, and John A. Graham, Lederer Street & Zeus, Berkeley.
- 1983, The Sculpture of Palenque, Vol. I, The Temple of the Inscriptions, Princeton University

Press.
- 1985, The Sculpture of Palenque, Vol. II, The Early Buildings of the Palace, Princeton

University Press.
- 1985, The Sculpture of Palenque, Vol. III, The Late Buildings of the Palace, Princeton

University Press.
- 1991, The Sculpture of Palenque, Vol IV, The Cross Group, the North Group, and the Olvidado,

Princeton University Press